# 라이진 파이팅 페더레이션
라이진 파이팅 페더레이션(RIZIN Fighting Federation)은 일본을 기반으로 하는 종합격투기 단체이다. 프라이드 FC의 창립자 사카키바라 노부유키가 신생 프라이드 FC의 출범을 2015년 7월에 선언하였고, 2015년 10월 8일 기자회견을 통해 현재의 명칭으로 출범을 선언했다.(기존의 프라이드 FC 명칭의 소유권이 UFC에 있기에 단체명을 바꿀 수 밖에 없었다.)
대표 선수로는 구 프라이드 FC에서도 활약한 표도르 예멜리아넨코가 있다.